# Nudisme
Ne doit pas être confondu avec Naturisme.
Le nudisme est une attitude consistant à se mettre nu dans l'espace public pour pratiquer différentes activités de la vie courante dans le cadre d'un mode de vie particulier, ou pour revendiquer des idées dans le cadre d'un certain activisme politique.
Le fait d'être simplement nu ne suffit pas à définir le nudisme. On ne parle pas de nudisme dans le cadre d'activités intimes dans l'espace privé, ni dans le contexte médical ni dans celui du nu artistique académique, ni en général dans un contexte social où la nudité est la norme, comme au gymnase dans la société de la Grèce antique.
Il peut s'agir également d'un mode de vie recherchant l'épanouissement individuel et collectif en adoptant un état plus proche de la nature (naturisme).
L'anudation nudiste peut être réalisée de façon ponctuelle à l'occasion d'une manifestation, d'une baignade ou d'un événement. Le naturisme, parce qu'il constitue un mode de vie, tend à maintenir la nudité sur un plus long moment, en pratiquant nu toute la journée l'ensemble des activités de la vie quotidienne.

## Définition
Le Dictionnaire de l'Académie française fournit la définition suivante du nudisme :

« NUDISME n. m. XXe siècle. Dérivé savant du latin nudus, « nu ». Le fait d'associer, au nom d'un idéal de vie naturelle, vie en plein air et nudité. Faire du nudisme. (On dit aussi Naturisme.) »

Le dictionnaire Larousse reprend à peu près cette même définition dont il fait également le synonyme de « naturisme » : 

« Nudisme : Le fait de vivre au grand air dans un état de nudité complète. »

L'entrée « Naturisme » donne pour l'une des définitions « Synonyme de nudisme ».
La distinction entre nudistes et naturistes est assez floue. Du point de vue des naturistes, on parle de nudisme, dans le cas de personnes dont le comportement en état de nudité est tout-à fait proche du naturisme, mais qui n'adhèrent qu'à des degrés variables aux valeurs cultivées dans le naturisme, qui pratiquent le nudisme de façon sauvage, dans des lieux parfois non explicitement réservés à cette activité, et pour une activité ponctuelle (une baignade par exemple), se rhabillant par la suite. Du point de vue des nudistes, on parle de naturisme dans le cas où la nudité est pratiquée dans un sens hygiéniste, de façon continue, mais circonscrite aux espaces naturistes. Dans certains pays où cette distinction est moins nette, l'emploi du terme « nudisme » est d’usage de plus en plus restreint, au profit du terme « naturisme » (exemple : Federation of Canadian Naturists), qui englobe une doctrine promouvant la nudité pour assurer une bonne hygiène du corps et de l'esprit.[réf. nécessaire]
Le nudisme et le naturisme impliquent une nudité à l'extérieur de chez soi. Ils se distinguent de la simple nudité à la maison.

## Histoire
Au IIe siècle, les Adamites sont les premiers nudistes organisés, ils prônent le retour au paradis d'Adam et Eve. Quelques autres mouvements nudistes chrétiens ont lieu épisodiquement au cours des siècles qui suivent. Ces adeptes de la nudité intégrale se nomment alors Béghards, Turlupins (xive siècle), Nicolaïtes, Goliards…
Au XXe siècle le terme gymnosophie est utilisé par les nudistes allemands, anglo-saxons et français qui s'organisent, en se définissant comme gymnosophes « (Les sages qui vivent nu »), du grec gumnos qui signifie « nu » et sophos, « sage ». Les exercices physiques se pratiquent nu dans des lieux nommés gymnases. Aujourd'hui les activités physiques nues n'y sont plus pratiquées. Le terme est toujours utilisé entre autres dans le nom de certaines associations : Club gymnique de l'Ouest (CGO), centre gymnique du nord…
Le nudisme est partagé entre ceux qui assument et revendiquent le caractère érotique de la nudité, et ceux qui cherchent à réaliser ou à retrouver une nudité chaste et innocente.[réf. nécessaire]
En 1934, le nudisme résulte du fait de se dénuder (anudation) dans un contexte social où le port de vêtements est généralement perçu comme la norme. En 1928, il exprime assez souvent une forme de contestation de l'ordre social par l'abandon des vêtements et des conventions qui s'y trouvent attachées (nudisme révolutionnaire).
En 1950, on assiste à la création de la Fédération française de naturisme. S'ensuivra, en 1953, celle de la Fédération naturiste internationale / International Naturist Federation (FNI/INF). Le mot « naturisme » est alors repris pour nommer la plupart des fédérations naturistes nationales. Le naturisme entend dépasser la simple nudité. Si celle-ci reste primordiale, elle n'en constitue pas la seule caractéristique. Le respect de soi et d'autrui, la protection de la nature sont des valeurs comprises dans la définition internationale du naturisme de 1974.

## Activités nudistes

### Manifestation internationale cyclo-nudiste

World Naked Bike Ride
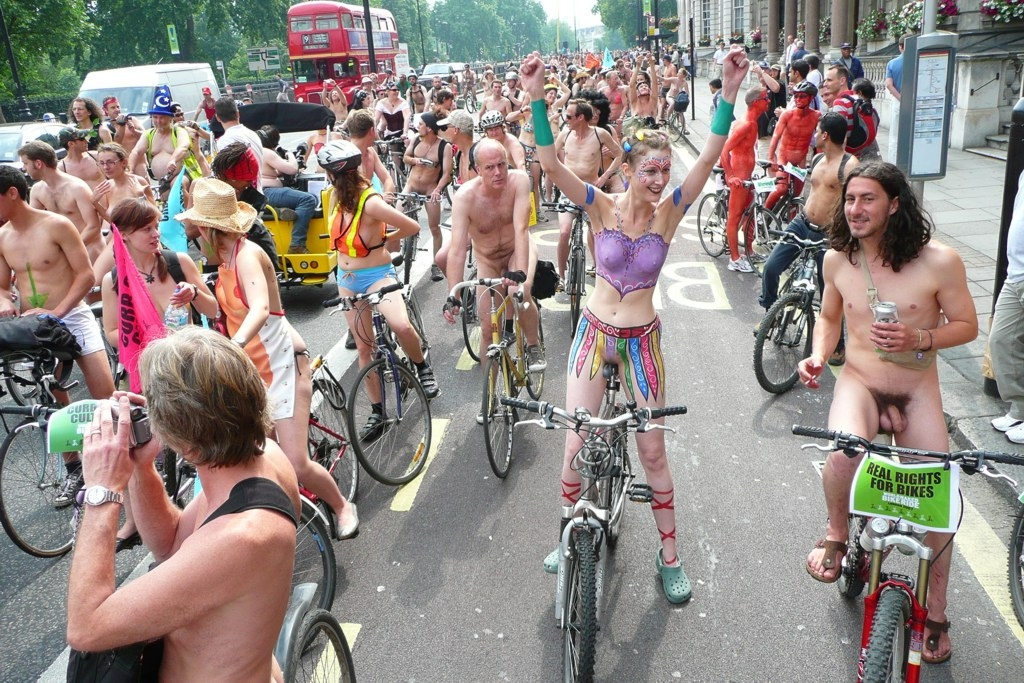
À Londres en 2007.
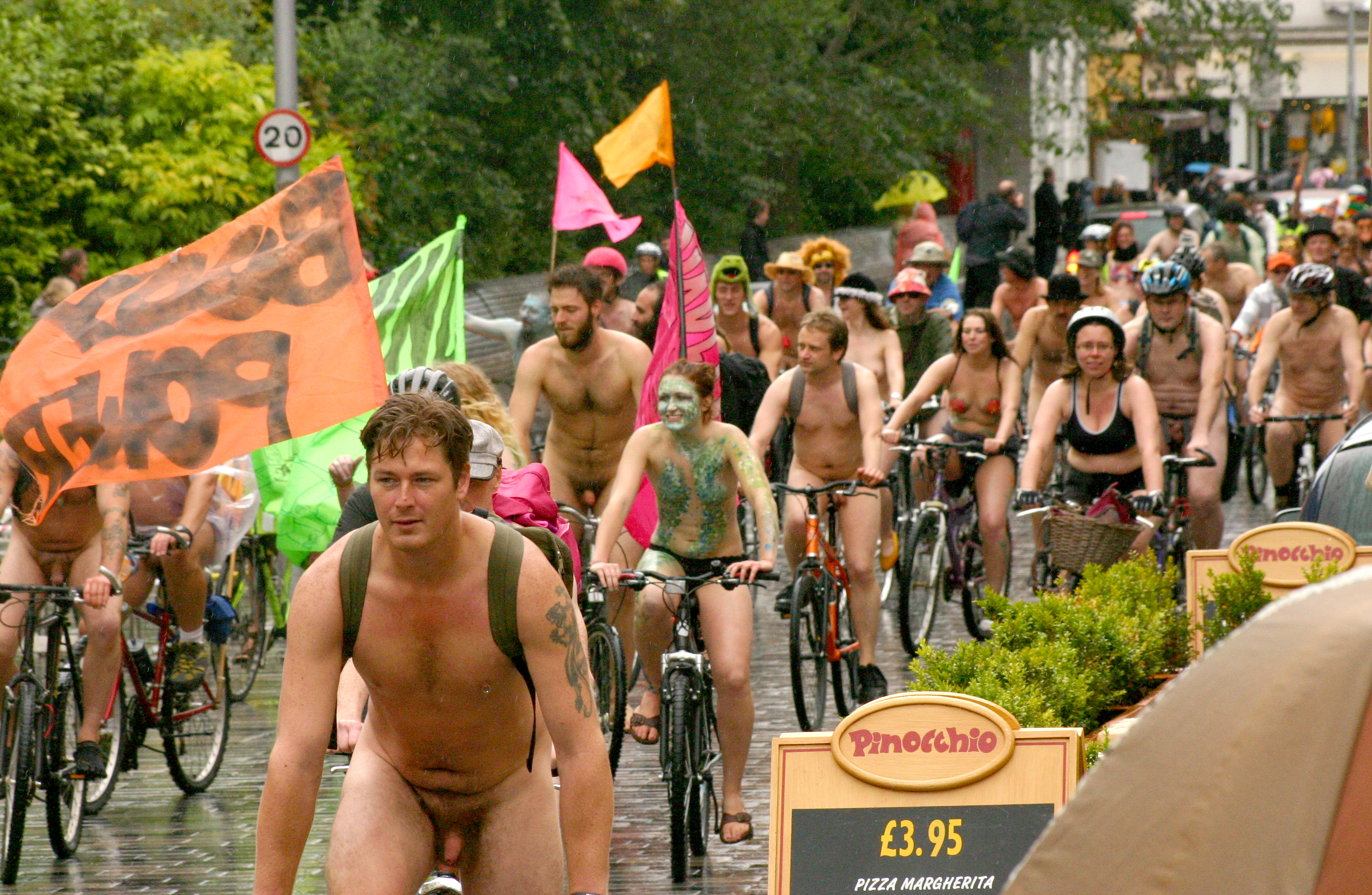
À Brighton, en 2011.

La Manifestation internationale cyclo-nudiste (ou Manifestation cyclo-nudiste mondiale, ou Manifestation cyclonudiste internationale, ou encore World Naked Bike Ride - WNBR) est un événement international durant lequel les participants défilent à vélo, groupés et nus pour protester contre la dépendance au pétrole.

### Les festivals

Festival Nambassa (Nouvelle-Zélande)
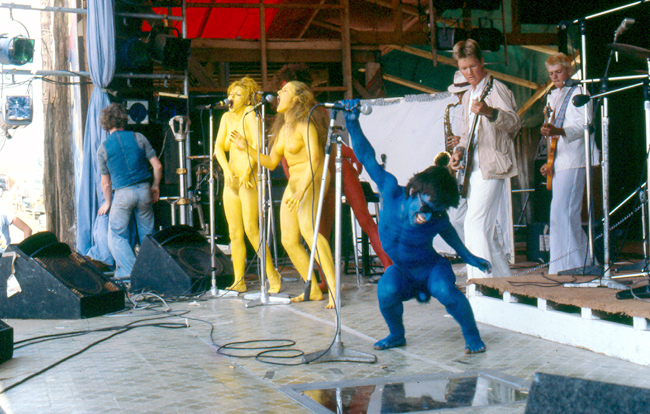
Concert de The Plague à Nambassa en 1979.
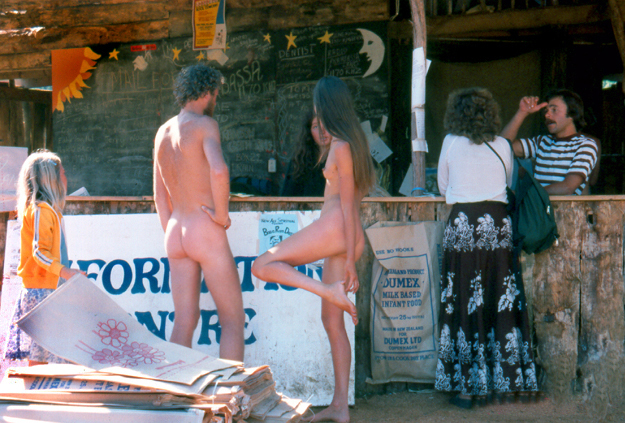
Un couple à Nambassa.

Les festivals, et particulièrement les éco-festivals et festivals contre-culturels sont des endroits où peut se pratiquer le nudisme. Certains festivals plus mainstreams tolèrent la nudité, comme pour les bains de boue.
Les festivals Nambassa qui se sont tenus dans les années 1970 en Nouvelle-Zélande sont un exemple supplémentaire de nudisme. Des 75 000 festivaliers de l'édition de 1979, on estime que 35 % ont spontanément retiré leurs vêtements, préférant une nudité totale ou partielle.

Przystanek Woodstock (Pologne)
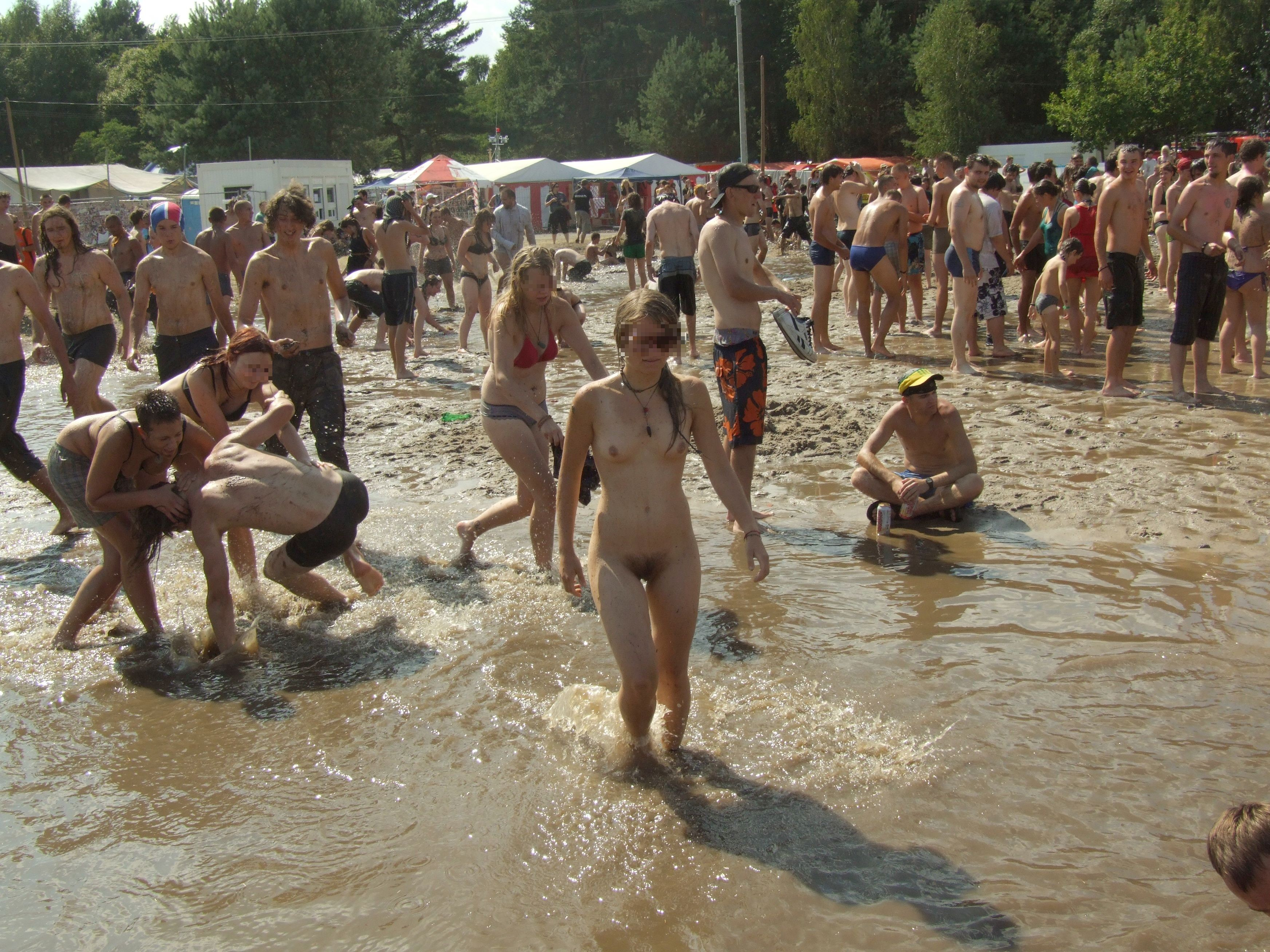
Une festivalière à l'édition 2010 du Przystanek Woodstock.
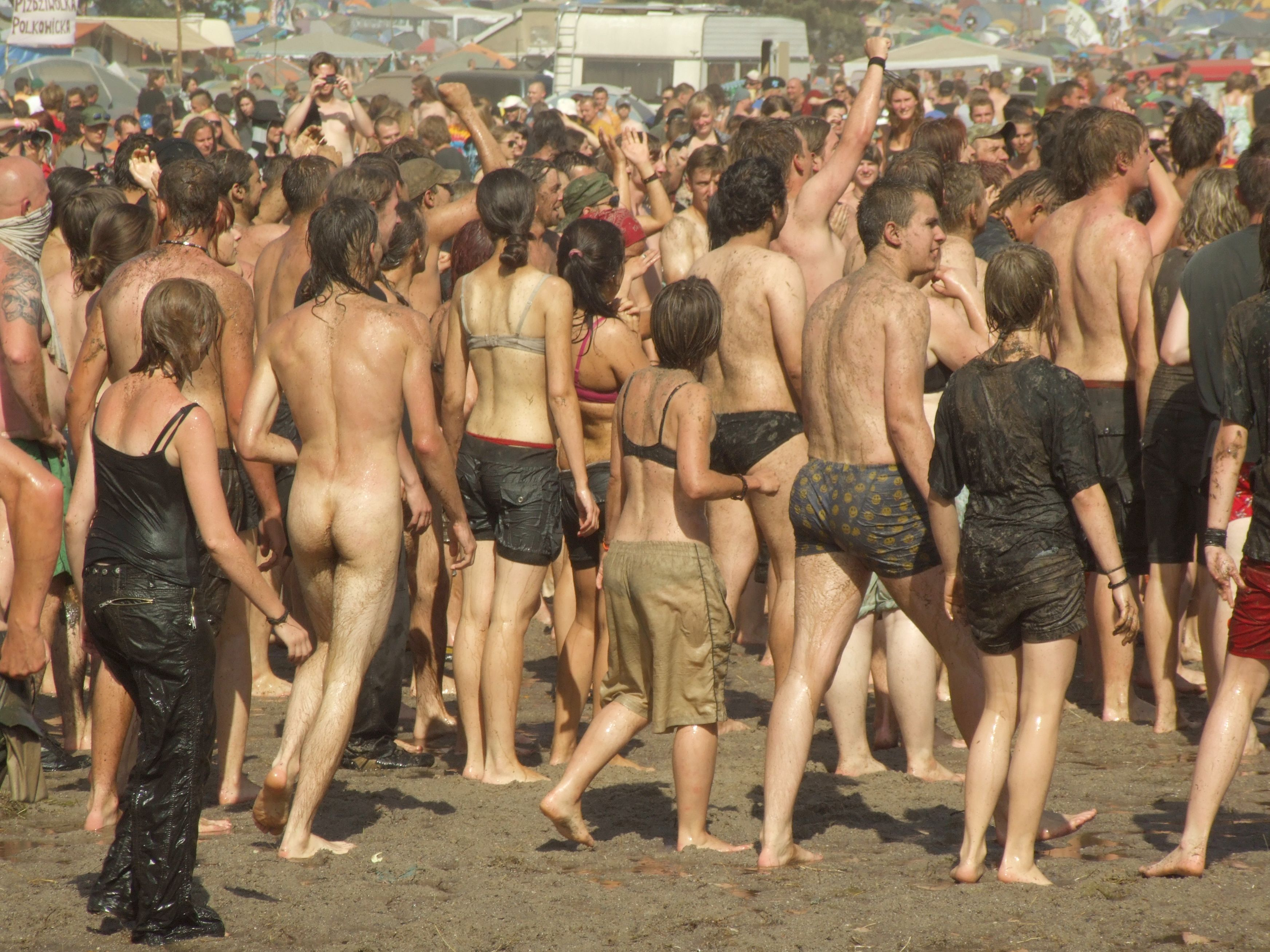
Un festivalier (de dos) à l'édition 2009 du Przystanek Woodstock.

## Mode de revendications
La nudité sans intention naturiste est de plus en plus fréquemment utilisée pour attirer l’attention de l’opinion publique sur des revendications diverses, comme lors des cyclonues ou World Naked Bike Ride , ou comme le fait le mouvement ukrainien des Femen, sur des causes humanitaires ou de défense des animaux. Elle sert aussi à manifester une revendication d’indépendance à l’égard de cadres sociaux jugés trop rigides et de tabous religieux.
Aux États-Unis, dans les années 1960, les hippies pratiquent le nudisme pour manifester contre le conformisme et la soumission au pouvoir en place des médias et des artistes. Ils cherchent à s'isoler de la société de consommation en mettant en avant les valeurs écologistes et égalitaires issues des philosophies orientales.
Par ailleurs, ces dernières années ont vu le retour à des actions militantes et politiques basées sur la nudité des militants pour défendre une cause politique, le nu étant utilisé ici comme un signe de protestation envers l’ordre social. C'est le cas notamment des militants de l'association de protection des animaux PETA. Ces derniers utilisent souvent le slogan « Plutôt nu(e) qu'en fourrure » pour lutter contre l'utilisation de fourrure animale. Plusieurs vedettes (actrices, chanteuses, etc.) ont posé nues pour soutenir ce mouvement.
En Hongrie, des étudiants se sont déshabillés pour assister à leurs cours afin de protester contre le nouveau règlement imposant le port de l'uniforme.
À Montréal, en 2012, ce sont des manifestants nus qui ont bravé la pluie pour faire entendre leur refus de la hausse des droits de scolarité.
Au Québec, on assiste au Go topless day, une manifestation où les femmes pratiquent le Topless pour promouvoir l'équité hommes/femmes.

## Nudisme et tourisme
Le nudisme et le naturisme sont parfois une option dans les programmes des professionnels de tourisme, comme en Sardaigne, île qui prévoit de créer une station de vacances réservés aux nudistes, avec des hôtels, mais aussi des sentiers permettant de découvrir le potentiel de la randonnée en Sardaigne, dans un pays où, en 2006, la Cour suprême italienne a décidé d'alléger la loi sur la nudité, datant de la période fasciste, le naturisme étant depuis seulement sanctionné par une amende et plus par de la prison,. Luigi Tedeschi, maire de San Vero Milis, une petite ville de la côte centre-ouest de la Sardaigne, a souhaité développer une zone isolée et considérée comme riche en végétation, pour y attirer les naturistes sensibles à « la protection de notre nature »,. L'initiative a cependant été critiquée par Simone Atzeni, propriétaire de la société de tourisme Arbus Adventures, qui opère près d'une plage dans le même secteur et s'est plainte aux autorités.
Plus généralement, certains centres naturistes ont diversifié leur offre touristique, avec dans certains cas la même gamme de services que les centres touristiques classiques, en privilégiant souvent « des endroits paradisiaques, proches de la nature », comme c'est le cas pour plusieurs des 500 associations, plages, campings ou centres d'accueil naturiste que compte la France, pays considéré comme l'une des principales destinations, avec plus de 2 millions de touristes naturistes y passant des vacances chaque année.

## Perception
En France, selon un sondage mené par l'IFOP en 2019, « l’acceptation sociale du nu intégral ou partiel sur les plages régresse néanmoins d’année en année si l’on en juge par la proportion croissante de Françaises gênées à l’idée d’y voir une femme totalement nue (70 % en 2019, contre 48 % en 2009) ou bronzant seins nus (29 % en 2019, contre 22 % en 2009). Et le fait que la pratique du topless dérange aujourd'hui beaucoup plus les jeunes de moins de 25 ans (30 %) que les seniors de plus de 65 ans (17 %) illustre bien le profond déplacement des normes de pudeur qui a eu lieu en moins d’une génération : la jeunesse actuelle apparaît en rupture avec les positions habituellement observées dans les générations nées après-guerre. »